# Walter Robert-Tornow
Walter Robert-Tornow est un érudit et traducteur allemand né le 14 juillet 1852 à Ruhnow, arrondissement de Regenwalde (de) (province de Poméranie) et décédé à Heligoland le 17 septembre 1895.